# Pedro Beda
Pedro Henrique Beda Nogueira, beter bekend als Pedro Beda (Aquidauana - (Mato Grosso do Sul), 5 maart 1989) is een Braziliaans voetballer die als aanvaller speelt.

## Biografie

### Jeugd
Hij begon bij SEDUC-Anastacio MS. In zijn jeugd speelde hij van 2002 tot 2008 bij Flamengo. Hij kwam daar nooit uit voor de hoofdmacht, wel speelde hij met een jeugdploeg van de club op de Champions Youth Cup 2007. In dit toernooi eindigde Beda met zijn ploeg als derde.

### Periode in Nederland
In 2008 werd hij op 18-jarige leeftijd ontdekt door Sc Heerenveen, waar hij via Desportivo Brasil een contract tekende. Beda maakte zijn debuut voor Heerenveen op 24 september 2008, in de 3-0 gewonnen bekerwedstrijd tegen MVV. Drie dagen later maakte hij ook zijn eredivisie debuut in de 4-2 verloren wedstrijd tegen NAC Breda. Daarna speelde Beda nog slechts één wedstrijd in de hoofdmacht van de Friese club. Hij kwam uit voor het belofteteam van Heerenveen en maakte hier 17 goals.
In het seizoen 2009/2010 werd hij verhuurd aan FC Emmen. Hij maakte 3 doelpunten in 17 competitiewedstrijden en werd vervolgens wegens disciplinaire redenen teruggestuurd naar Heerenveen waar hij uitkwam voor het belofteteam. Op 10 augustus 2010 werd zijn nog één jaar doorlopende contract werd ontbonden.

### Terugkeer naar Brazilië
Kort na het vertrek uit Heerenveen wordt bekend dat Pedro Beda een contract zou gaan tekenen bij SC Corinthians. Hij tekende tot het einde van het kalenderjaar 2010 om uit te komen voor het tweede elftal in de Campeonato Brasileiro Sub-23. Begin 2011 vertrok Beda op huurbasis naar EC Bahia. In juni 2011 van dat jaar werd zijn contract ontbonden. Vanaf maart 2012 speelde hij kort voor EC Avenida. Daarna kreeg Beda in juni 2012 een 1-jarig contract bij Moreirense FC (Portugal), maar vanwege familieproblemen moest hij die kort daarna beëindigen. In januari 2013 tekende Beda een contract bij River Atlético Clube maar hij de verliet de club twee maanden later vanwege persoonlijke omstandigheden.

### Wederom internationaal
Eind 2013 speelde hij kort in Marokko bij Olympique Khouribga. In februari 2014 ging Beda in Bosnië voor FK Rudar Prijedor spelen. Sinds de zomer van 2014 speelt Beda in Spanje voor Lucena CF in de Segunda División B. In januari 2015 heeft die de overstap gemaakt naar CD Lealtad in Spanje. Medio 2016 ging hij voor CD Boiro spelen. Beda begon het seizoen 2017/18 bij CF Villanovense maar verliet de club in december. In januari 2018 ging hij voor Real Jaén spelen. In het seizoen 2019/20 speelde Beda voor Linares Deportivo en ging vervolgens naar Arosa SC.

## Clubstatistieken
| seizoen | club                  | land                  | competitie            | duels | goals |
| ------- | --------------------- | --------------------- | --------------------- | ----- | ----- |
| 2008/09 | sc Heerenveen         | Nederland             | Eredivisie            | 7     | 0     |
| 2009/10 | FC Emmen (huur)       | Nederland             | Eerste divisie        | 17    | 1     |
| 2010    | SC Corinthians        | Brazilië              | Campeonato Brasileiro | 0     | 0     |
| 2011    | EC Bahia (huur)       | Brazilië              | Campeonato Baiano     | 6     | 0     |
| 2012    | Esporte Clube Avenida | Brazilië              | Campeonato Gaúcho     | 2     | 0     |
| 2012    | Moreirense FC         | Portugal              | Primeira Liga         | 0     | 0     |
| 2013    | River Atlético Clube  | Brazilië              | Campeonato Piauiense  |       |       |
| 2013    | Olympique Khouribga   | Marokko               | GNF 1                 | 3     | 0     |
| 2014    | FK Rudar Prijedor     | Bosnië en Herzegovina | Premijer Liga         | 5     | 0     |
| 2014/15 | Lucena CF             | Spanje                | Segunda División B    | 15    | 4     |
| 2014/15 | CD Lealtad            | Spanje                | Segunda División B    | 16    | 2     |
| 2015/16 | CD Lealtad            | Spanje                | Segunda División B    | 36    | 10    |
| 2016/17 | CD Boiro              | Spanje                | Segunda División B    | 23    | 4     |
| 2017/18 | CF Villanovense       | Spanje                | Segunda División B    | 13    | 0     |
|         | Real Jaén             | Spanje                | Tercera División Gr.9 |       |       |
| 2018/19 | Linares Deportivo     | Spanje                | Tercera División Gr.9 |       |       |
| 2019/20 | Arosa SC              | Spanje                | Tercera División Gr.1 |       |       |
|         | totaal:               |                       |                       |       |       |